# Flower (折笠富美子のアルバム)
『Flower』（フラワー）は、折笠富美子の2枚目のオリジナルアルバム。2005年9月14日にジェネオンエンタテインメントから発売された。

## 概要
- 前作『Lune』から約1年8ヶ月ぶりのアルバム。
- 前作に引き続き上野洋子がサウンドプロデュースを手掛けている。

## 収録曲
全作曲・編曲：上野洋子
1. Flower [3:48]
作詞：折笠富美子
2. 答えは胸の中にある [4:31]
作詞：折笠富美子
3. 嘘つきなあなたへ [4:39]
作詞：折笠富美子
4. クラス・メイト [4:10]
作詞：くまのきよみ
5. 音の花 [5:26]
作詞：折笠富美子
6. -18cm～いちあまりの裏側～ [3:41]
作詞：折笠富美子
7. さくらピエロ [5:28]
作詞：折笠富美子
8. 勝算アリ [3:35]
作詞：飯塚麻純
9. 39.5℃ [4:16]
作詞：くまのきよみ
10. シアワセの波 [4:43]
作詞：飯塚麻純
11. ムシとフラワー [bonus track] [4:29]
作詞：eco

## タイアップ
| 曲名           | タイアップ                                   |
| -------------- | -------------------------------------------- |
| Flower         | アニメ情報番組『アニメTV』エンディングテーマ |
| クラス・メイト | TBS系アニメ『苺ましまろ』エンディングテーマ  |